# Stojan Kanturow

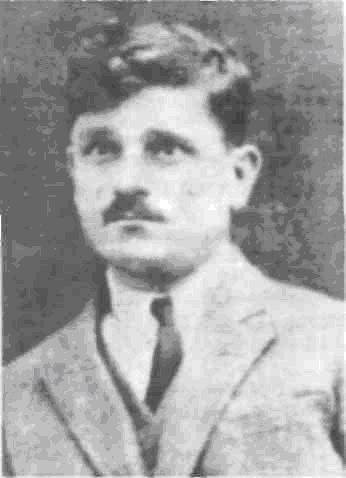
Stojan Kanturow

Stojan Iwanow Kanturow (bulgarisch Стоян Иванов Кантуров; * 14. September 1884 in Pehčevo, heute Nordmazedonien; † 22. Juni 1959 in Blagoewgrad in Bulgarien) war ein bulgarischer Revolutionär, Freiheitskämpfer, Wojwode der Innere Makedonisch-Adrianopeler Revolutionäre Organisation (BMARK) in Makedonien.
Stojan Kanturow wurde 1884 in Pehčevo geboren, einem Städtchen in der Region Malesevo. Von seinen Eltern wurde er nach Skopje geschickt, wo er die bulgarische pädagogische Schule besuchte und abschloss. Danach arbeitete Kanturow als Lehren in Negotino, Pehčevo und Padesch. Wahrscheinlich wurde er zu dieser Zeit in der BMARK aufgenommen. 1903 nahm er am Ilinden-Preobraschenie-Aufstand teil. 1906 wurde von der osmanischen Polizei wegen seiner revolutionären Tätigkeit verhaftet und zu 101 Jahren Freiheitsstrafe verurteilt. Nach der Jungtürkischen Revolution von 1908 wurde er jedoch im Rahmen einer Amnestie begnadigt und freigelassen.
Nach dem Ende des Ersten Weltkrieges nahm Kanturow am Wiederaufbau der BMARK, in Makedonien teil. Dabei wurde er Führer einer Tscheta und Wojwode in der Malesevo Region. Ab 1925 war er gemeinsam mit Boris Tikow Leiter der BMARK für die Region Malesevo.
Während des Zweiten Weltkrieges, war er von April 1941 bis September 1944 Bürgermeister seiner Heimatstadt Pehčevo. Während der Tage des roten Terrors (9. bis 12. September 1944) wurde Stojan Kanturow von bulgarischen Kommunisten in Gorna Dschumaja verhaftet und den jugoslawischen Kommunisten in der Sozialistischen Republik Mazedonien übergeben. In Skopje stellte man ihn, wegen seiner revolutionären Tätigkeit und Mitgliedschaft in der BMARK vor Gericht und verurteilte ihn zum Tode. Nachfolgend wurde er jedoch begnadigt und sein Urteil wurde in eine lebenslange Freiheitsstrafe umgewandelt. Die Jahre von 1944 bis 1953 verbrachte er in den berüchtigten Gefängnissen in Idrizovo und Sremska Mitrovica. 1953 wurde er freigelassen, danach zog er nach Bulgarien. Am 22. Juni 1959 verstarb er in Blagoewgrad.